# 六合村 (香港)
六合村（英語：Luk Hop Village）是香港新界沙田的一條寮屋村落，位於大埔公路沙田嶺段六咪半。

## 歷史
六合村是一條戰後開發的寮屋村，早於1960年代前已存在。該村位於大埔公路沙田嶺段六咪半，村中有一條山坑，早年村民靠使用山澗水生活，後來自行搭建儲水池儲水。1983年，六合村始獲電力供應，當時村內有22戶共約200名居民。2015年，只剩下十數名居民的六合村仍未獲得自來水供應。
六合村對開的一段大埔公路一直是交通意外黑點。該段公路原是一個大彎角，雖然政府已在1960年代中把該段公路拉直，但意外仍然瀕生。